# レーベンスティール
レーベンスティール（欧字名:Lebensstil 香:生活格調、2020年3月8日 - ）は、日本の競走馬。主な勝ち鞍は2023年のセントライト記念、2024年のエプソムカップ、オールカマー。
馬名の意味は、生き様（ドイツ語）。父名、母名より連想。生き様で魅了する馬になるように。

## 経歴

### デビュー前
2021年のセプテンバーセール1歳に上場され、ノーザンファームに1900万円（税別）で落札される。

### 2022年（2歳）
11月13日の東京芝1800mの2歳新馬戦に2番人気で出走。好位追走から直線半ばでのちの皐月賞馬ソールオリエンスとの激しい競り合いとなるもクビ差で2着に敗退。12月10日の中山芝1800mの2歳未勝利戦では3番手追走から残り200mで先頭に立つと後続に3馬身半差をつけ、初勝利を収める。

### 2023年（3歳）
3月25日の中山芝1800mの3歳1勝クラスで復帰。道中2番手追走も逃げ粘るセオを頭差捕え切れず、2着に敗れる。5月14日の東京芝1800mの3歳1勝クラスでは3番手追走から直線で抜け出すと、後続に5馬身差をつけ2勝目を挙げる。重賞初挑戦となった7月2日のラジオNIKKEI賞では、中団待機から直線でメンバー上がり最速となる34秒4の末脚を繰り出すも、エルトンバローズの3着に敗れた。9月18日のセントライト記念では道中中団で位置し、直線で鋭く脚を伸ばして抜け出すと、最後はソールオリエンスの追撃を振り切って、重賞初制覇を飾った。これにより菊花賞の優先出走権を得たが、レース後の疲労具合を考慮して陣営が無理をさせない方針をとったため、出走を見送ることが発表された。

### 2024年（4歳）
5月5日の新潟大賞典で復帰。道中5〜6番手追走し直線まで位置取りをキープしていたが直線で伸びず11着に敗れる。次走のエプソムカップは鞍上がクリストフ・ルメールに乗り替わり、中団待機からメンバー最速タイとなる33秒7の末脚を繰り出し最終的には2着に2馬身差をつけて重賞2勝目。夏の間はノーザンファーム天栄に休養に出され10日に帰厩。帰厩後一回り馬体が大きくなり、オールカマーに向けて調整され、9月22日のオールカマーは前走に引き続きクリストフ・ルメールが鞍上になり、道中3〜4番手追走し、直線で馬群の中に閉じ込められるも最内の空いたところを縫って2着に半馬身差をつけ先頭で入線、重賞連覇となった。
次走として10月27日開催の天皇賞（秋）を選択。リバティアイランド・ドウデュースに次ぐ3番人気に支持されたが、外枠（15頭立て14番）が響き8着に敗退した。

## 競走成績
以下の内容は、JBISサーチ、netkeiba.comおよび香港ジョッキークラブの情報に基づく。
| 競走日     | 競馬場 | 競走名           | 格   | 距離（馬場）  | 頭 数 | 枠 番 | 馬 番 | オッズ （人気） | 着順 | タイム （上り3F） | 着差  | 騎手          | 斤量 [kg] | 1着馬（2着馬）       | 馬体重 [kg] |
| ---------- | ------ | ---------------- | ---- | ------------- | ----- | ----- | ----- | --------------- | ---- | ----------------- | ----- | ------------- | --------- | -------------------- | ----------- |
| 2022.11.13 | 東京   | 2歳新馬          |      | 芝1800m（良） | 9     | 6     | 6     | 003.10（2人）   | 02着 | R1:50.8（33.2）   | -0.0  | 0T.マーカンド | 55        | ソールオリエンス     | 480         |
| 0000.12.10 | 中山   | 2歳未勝利        |      | 芝1800m（良） | 16    | 1     | 2     | 001.30（1人）   | 01着 | R1:48.4（35.6）   | -0.6  | 0T.マーカンド | 55        | （サルヴァトーレ）   | 478         |
| 2023.03.25 | 中山   | 3歳1勝クラス     |      | 芝1800m（不） | 11    | 7     | 9     | 001.60（1人）   | 02着 | R1:54.6（35.7）   | -0.0  | 0戸崎圭太     | 56        | セオ                 | 480         |
| 0000.05.14 | 東京   | 3歳1勝クラス     |      | 芝1800m（良） | 13    | 3     | 3     | 001.60（1人）   | 01着 | R1:47.4（33.0）   | -0.8  | 0D.レーン     | 56        | （ワイドアラジン）   | 476         |
| 0000.07.02 | 福島   | ラジオNIKKEI賞   | GIII | 芝1800m（良） | 16    | 7     | 14    | 001.90（1人）   | 03着 | R1:47.0（34.4）   | -0.1  | 0戸崎圭太     | 56        | エルトンバローズ     | 474         |
| 0000.09.18 | 中山   | セントライト記念 | GII  | 芝2200m（良） | 15    | 3     | 4     | 003.80（2人）   | 01着 | R2:11.4（33.9）   | -0.3  | 0J.モレイラ   | 56        | （ソールオリエンス） | 470         |
| 0000.12.10 | 沙田   | 香港ヴァーズ     | G1   | 芝2400m（Gd） | 8     | 6     | 8     | 002.30（1人）   | 08着 | R2:32.16（37.03） | -2.04 | 0J.モレイラ   | 55        | Junko                | 483         |
| 2024.05.05 | 新潟   | 新潟大賞典       | GIII | 芝2000m（良） | 16    | 8     | 15    | 003.40（1人）   | 11着 | R2:01.1（34.7）   | -1.0  | 0津村明秀     | 58        | ヤマニンサルバム     | 486         |
| 0000.06.09 | 東京   | エプソムC        | GIII | 芝1800m（良） | 18    | 3     | 6     | 003.60（1人）   | 01着 | R1:44.7（33.7）   | -0.3  | 0C.ルメール   | 59        | （ニシノスーベニア） | 482         |
| 0000.09.22 | 中山   | オールカマー     | GII  | 芝2200m（良） | 15    | 3     | 4     | 001.50（1人）   | 01着 | R2:11.8（34.1）   | -0.1  | 0C.ルメール   | 57        | （アウスヴァール）   | 484         |
| 0000.10.27 | 東京   | 天皇賞（秋）     | GI   | 芝2000m（良） | 15    | 8     | 14    | 004.70（3人）   | 08着 | R1:57.8（33.2）   | -0.5  | 0C.ルメール   | 58        | ドウデュース         | 480         |
| 2025.01.26 | 中山   | AJCC             | GII  | 芝2200m（良） | 18    | 1     | 2     | 002.90（2人）   | 12着 | R2:13.2（37.1）   | -1.1  | 0C.ルメール   | 58        | ダノンデサイル       | 492         |
| 0000.06.22 | 阪神   | しらさぎS        | GIII | 芝1600m（良） | 14    | 4     | 6     | 004.10（2人）   | 07着 | R1:33.5（34.1）   | -0.5  | 0川田将雅     | 59        | キープカルム         | 484         |

- 海外の競走の「枠番」欄にはゲート番を記載
- 香港のオッズ・人気は香港ジョッキークラブのもの（日本式のオッズ表記とした）
- 競走成績は2025年6月22日現在

## 血統表
| レーベンスティールの血統      | レーベンスティールの血統                   | レーベンスティールの血統                   | （血統表の出典）                           | （血統表の出典） |
| 父系                          | サンデーサイレンス系                       | サンデーサイレンス系                       | サンデーサイレンス系                       |                  |
| 父 リアルスティール 鹿毛 2012 | 父の父ディープインパクト 鹿毛 2002         | *サンデーサイレンス                        | Halo                                       | Halo             |
| 父 リアルスティール 鹿毛 2012 | 父の父ディープインパクト 鹿毛 2002         | *サンデーサイレンス                        | Wishing Well                               |                  |
| 父 リアルスティール 鹿毛 2012 | 父の父ディープインパクト 鹿毛 2002         | *ウインドインハーヘア                      | Alzao                                      | Alzao            |
| 父 リアルスティール 鹿毛 2012 | 父の父ディープインパクト 鹿毛 2002         | *ウインドインハーヘア                      | Burghclere                                 |                  |
| 父 リアルスティール 鹿毛 2012 | 父の母*ラヴズオンリーミー 鹿毛 2006        | Stome Cat                                  | Stome bird                                 | Stome bird       |
| 父 リアルスティール 鹿毛 2012 | 父の母*ラヴズオンリーミー 鹿毛 2006        | Stome Cat                                  | Terlingua                                  |                  |
| 父 リアルスティール 鹿毛 2012 | 父の母*ラヴズオンリーミー 鹿毛 2006        | Monevassia                                 | Mr. Prospector                             | Mr. Prospector   |
| 父 リアルスティール 鹿毛 2012 | 父の母*ラヴズオンリーミー 鹿毛 2006        | Monevassia                                 | Miesque                                    |                  |
| 母 トウカイライフ 黒鹿毛 2007 | 母の父トウカイテイオー 鹿毛 1988           | シンボリルドルフ                           | *パーソロン                                | *パーソロン      |
| 母 トウカイライフ 黒鹿毛 2007 | 母の父トウカイテイオー 鹿毛 1988           | シンボリルドルフ                           | スイートルナ                               |                  |
| 母 トウカイライフ 黒鹿毛 2007 | 母の父トウカイテイオー 鹿毛 1988           | トウカイナチュラル                         | *ナイスダンサー                            | *ナイスダンサー  |
| 母 トウカイライフ 黒鹿毛 2007 | 母の父トウカイテイオー 鹿毛 1988           | トウカイナチュラル                         | トウカイミドリ                             |                  |
| 母 トウカイライフ 黒鹿毛 2007 | 母の母ファヴォリ 青鹿毛 1996               | *リアルシャダイ                            | Roberto                                    | Roberto          |
| 母 トウカイライフ 黒鹿毛 2007 | 母の母ファヴォリ 青鹿毛 1996               | *リアルシャダイ                            | Desert Vixen                               |                  |
| 母 トウカイライフ 黒鹿毛 2007 | 母の母ファヴォリ 青鹿毛 1996               | ベイリーフスイータ                         | *ターゴワイス                              | *ターゴワイス    |
| 母 トウカイライフ 黒鹿毛 2007 | 母の母ファヴォリ 青鹿毛 1996               | ベイリーフスイータ                         | マギーサンイツ                             |                  |
| 母系(F-No.)                   | マギージグス系(FN:5)                       | マギージグス系(FN:5)                       | マギージグス系(FN:5)                       | [ § 2 ]          |
| 5代内の近親交配               | Hail to Reason S5×M5 Northern Dancer S5×M5 | Hail to Reason S5×M5 Northern Dancer S5×M5 | Hail to Reason S5×M5 Northern Dancer S5×M5 | [ § 3 ]          |
| 出典                          | 1. 2. 3.                                   | 1. 2. 3.                                   | 1. 2. 3.                                   | 1. 2. 3.         |

- 父リアルスティールの全妹ラヴズオンリーユーは2019年優駿牝馬（オークス）などの勝ち馬。
- 4代母マギーサンイツの半姉に1980年京王杯3歳ステークス勝ち馬のタケノダイヤがいる。